# Blauer Schwalbenwurzkäfer
|                                                                              |                                 |
| Abb. 1: Verschiedene Ansichten                                               |                                 |
|                                                                              |                                 |
| Abb. 2: Tarsus des Vorder- beins, Glieder 1 – 3 nummeriert                   | Abb. 3: Kralle (Hinterbein)     |
|                                                                              |                                 |
| Abb. 4: Punktierung auf Halsschild (P) u. Flügeldecken (E), gleicher Maßstab | Abb. 5: Kopf, Farben siehe Text |
|                                                                              |                                 |
| Abb. 6: Unterlippe mit Lippentaster, Unterkiefer mit Kiefertaster (Reitter)  | Abb. 7: rechter Oberkiefer      |

Der Blaue Schwalbenwurzkäfer (Chrysochus asclepiadeus), auch Schwalbenwurz-Blattkäfer genannt, ist ein Käfer aus der Familie der Blattkäfer und der Unterfamilie der Eumolpinae. Die Gattung Chrysochus ist in Europa nur mit der Art Chrysochus asclepiadeus vertreten. Sie tritt hier in der Unterart Chrysochus asclepiadeus asclepiadeus auf. Chrysochus asclepiadeus asiaeminoris ist vermutlich keine echte Unterart.
Die Art wird in der Roten Liste gefährdeter Tiere Deutschlands in der Kategorie 2 (stark gefährdet) geführt.

## Bemerkungen zum Namen
Der Käfer wurde erstmals 1773 von Pallas unter dem wissenschaftlichen Namen Chrysomela Asclepiadea beschrieben. Die kurze Beschreibung des Käfers durch Pallas auf Lateinisch endet mit der Bemerkung, dass er die Art häufig gegen Ende Juli circa Asclepiadem sibiracam (lat. bei der Pflanzengattung Asclepias sibirica, heute Cynanchum thesioides) gefunden habe. Dies erklärt den Artnamen asclelpiadea, den er dem Käfer gab. Pallas erwähnt weiter einen Fund auf Vincetoxicum, der Schwalbenwurz. Von dieser Pflanze, nicht von Asclepias, ernährt sich der Käfer. Dies erklärt den deutschen Namen Schwalbenwurzkäfer.
Von Fabricius wurde der Käfer 1792 unter dem Namen Chrysomela praetiosa beschrieben. Der von Fabricius publizierte Artname wurde in der Schreibweise pretiosus/a von vielen Autoren übernommen.
Der Gattungsname Chrysochus wurde von Dejean in der Neuauflage des Katalogs seiner Käfer, die in Einzelteilen bereits 1836 erschien und wegen eines Brandes nochmals 1837 in einem Band herauskam, ohne Namenserklärung von Chevrolat übernommen, was Dejean auch im Vorwort (Seite XIII) erwähnt. Nach Schenkling ist der Name von altgr. χρυσός „chrysós“ für „Gold“ und οχός „ochós“ für „haltend“ abgeleitet und bedeutet „von goldgrüner Farbe“. Der Blaue Schwalbenwurzkäfer wird bei Dejean jedoch nicht unter Chrysochus geführt. Er ist auch gewöhnlich nicht grün, sondern wie der deutsche Name ausdrückt, blau.
1798 führt Illiger in dem Anhang Versuch einer natürlichen Folge der Ordnungen und Gattungen der Insecten als 92. Gattung hinter Cryptocephalus und vor Altica die Gattung Eumolpus auf. Dabei übernimmt er den Gattungsnamen von Kugelann und führt an, dass der Blaue Schwalbenwurzkäfer in diese Gattung gehört. In Fortführung dieser Benennung heißt der Käfer bei einigen Autoren Eumolpus asclepiadeus.
Die Gattung Eumolpus wird von Kugelann respektive bei Illiger jedoch nur durch die Angabe einiger Arten, nicht durch eine Beschreibung definiert. Die Beschreibung erfolgt 1801 durch Weber derart, die den Blauen Schwalbenwurzkäfer nicht umfasst. Im Sinne Kugelanns wurde der wissenschaftliche Name Eumolpus asclepiadeus (Kugelann in Illiger) als Synonym zu Chrysochus asclepiadeus verwendet, obwohl dies der Definition von Eumolpus durch Weber widersprach. Deswegen wurde durch die Internationale Kommission für zoologische Nomenklatur 2012 der unterschiedliche Gebrauch des Gattungsnamens durch Beschluss geregelt. Der Gattungsname wurde auf die Arten beschränkt, die der von Weber 1801 gegebenen engeren Definition der Gattung Eumolpus entsprechen, und der Name Eumolpus asclepiadeus wurde damit ungültig.

## Merkmale des Käfers
Der Käfer ist mit einer Länge von acht bis zehn Millimetern etwa so groß wie viele Arten der Gattung Chrysomela, aber weniger oval als Chrysomela, sondern mehr zylindrisch, jedoch nicht wie andere zylindrische Arten hinten abgestutzt. Die Oberseite ist glänzend tief blau bis violett, manchmal grünlich. Die Unterseite und die Beine sind gewöhnlich von gleicher Farbe wie die Oberseite, können aber auch mehr ins Grünliche gehen. Fühler und Tarsen sind fast schwarz. Es wurde auch eine Farbvariante mit dunkelblauen Flügeldecken und grünem Kopf und Halsschild beschrieben. Mit Ausnahme des Kopfes ist der Käfer unbehaart.
Der Kopf ist bis zum Hinterrand der Augen in den Halsschild eingezogen. Er ist fast unmerkbar behaart und zerstreut grob punktiert. Der Scheitel ist mehr oder weniger seicht längs eingedrückt (in Abb. 5 zwischen den gelben Pfeilspitzen). Über und vor den leicht nierenförmigen Augen verläuft eine Furche (in Abb. 5 grün bzw. blau getönt). Die elfgliedrigen Fühler sind halb so lang wie der Käfer, perlenkettenförmig und zum Ende hin leicht verdickt. Das Endglied zeigt eine kurze abgesetzte Spitze, die ein zwölftes Glied vortäuschen kann. Die ersten Glieder des Fühlers können bräunlich sein. Die Fühler sind weit voneinander getrennt und über der Wurzel der Oberkiefer eingelenkt. Sie können nicht in Fühlergruben eingelegt werden. Die Oberlippe (in Abb. 5 rotbraun getönt) ist vorn ausgeschnitten und bildet mit dem dahinterliegenden Kopfschild einen deutlichen Winkel. Die Oberkiefer sind kräftig, vorn rechts und links verschieden stark nach innen abgewinkelt und sie enden zweispitzig (Abb. 7 rechter Oberkiefer von oben). Die beiden Spitzen greifen in geschlossenem Zustand der Oberkiefer ineinander. Die Form der Unterlippe mit den Lippentastern beziehungsweise eines Unterkiefers mit dem Kiefertaster sind aus Abbildung 6 links beziehungsweise rechts ersichtlich. Für die Systematik wichtig ist das eiförmige kurze Endglied des viergliedrigen Kiefertasters, welches viel dicker als das vorletzte Glied ist.
Der Halsschild ist fast um die Hälfte breiter als lang, beim Weibchen länger als beim Männchen. Er ist hochgewölbt. Er ist rundum gerandet, der Rand ist jedoch an den Seiten von oben nicht sichtbar. Die Punktierung ist fein und weitläufig (in Abb. 4 links).
Das Schildchen (Scutellum) ist breit dreieckig und glatt.
Die Flügeldecken sind nur wenig breiter als der Halsschild. Sie bedecken den Hinterleib völlig und sind gut eineinhalb mal so lang wie zusammen breit. Hinter den wenig vorragenden Schultern sind sie niedergedrückt. Die Punktierung ist nur wenig dichter und kräftiger als auf dem Halsschild, die Punkte sind ungeordnet, höchstens im hinteren Bereich in unregelmäßigen Reihen angeordnet (in Abb. 4 rechts). Die Flügeldecken enden gemeinsam abgerundet.
Die Vorderhüften sind kugelig und weit getrennt voneinander eingelenkt. Nicht nur das dritte, sondern auch das zweite Tarsenglied ist zweilappig. Es umfasst die Basis des dritten Gliedes. Dadurch wirkt das zweite zusammen mit dem dritten Tarsenglied und dem Klauenglied als Einheit, die deutlich vom ersten Tarsenglied abgesetzt ist (Abb. 2). Die Unterseite der Tarsen sind dicht mit weißen Borsten besetzt. Die Klauen sind sehr klein und an der Basis gezähnt, die innere Hälfte ein Drittel kürzer als die äußere (Abb. 3). Die Schienen sind außen vor dem Ende durch einen breiten Zahn erweitert.
Das Männchen ist stärker punktiert als das Weibchen, der Halsschild ist etwas breiter und die ersten Tarsenglieder des vorderen und mittleren Beinpaars verbreitert.

## Biologie
Die Biologie der Art ist für einen Käfer ohne wirtschaftliche Bedeutung relativ gut bekannt. Denn der Käfer wurde daraufhin untersucht, ob er zur biologischen Bekämpfung von in Nordamerika eingeschleppten Unkräutern eingesetzt werden kann. Der Käfer lebt an der Schwalbenwurz (Vincetoxicum hirundinaria, ehemals Vincetoxicum officinale). Die Larven ernähren sich von den Wurzeln, die Imagines fressen an den Blättern. Dabei sind Pflanze und Tier so gut aufeinander angepasst, dass die Pflanze nicht wesentlich geschädigt wird. Die Art wird in Mitteleuropa als monophag auf Vincetoxicum hirundinaria betrachtet, in Frankreich hat man jedoch Populationen auf Vincetoxicum nigrum gefunden, in der Ukraine fand man den Käfer auf Vincetoxicum rossicum. Eventuell liegen jeweils verschiedene Unterarten vor. In Nordamerika werden Vincetoxicum rossicum und Vincetoxicum nigrum als Unkraut eingestuft. Versuche ergaben, dass sich Larven des Blauen Schwalbenwurzkäfers auch auf einigen anderen Pflanzen als Vincetoxicum hirundinaria bis zur Geschlechtsreife entwickeln können, wenn man die Larven auf diese Pflanzen setzt. Dabei schädigen sie diese Pflanzen zum Teil erheblich, sogar bis zum Absterben. Haben die Käfer jedoch freie Wahl bei der Eiablage, dann wählen sie Vincetoxicum hirundinaria. Hierbei bevorzugen sie trockene und sonnige Standorte.
In Europa ist die Wirtspflanze deutlich weiter verbreitet als der Käfer. Es gibt Hinweise darauf, dass nicht nur das Vorkommen der Schwalbenwurz, sondern auch die Anwesenheit weiterer Pflanzen bei der Wahl für die Eiablage eine Rolle spielt. Die Flugmuskulatur der Art ist wenig entwickelt, der Käfer hat nur ein begrenztes Flugvermögen. Bei Versuchen wurde in 25 Tagen eine Ausbreitung um weniger als 15 m gemessen. Die Käfer bleiben meist in Gruppen so lange bei einer befallenen Pflanze, bis diese entblättert ist. Die Imagines verzehren weniger Blattmasse bei Sonnenlicht als bei Schatten. Dies resultiert daraus, dass sie sich bei vollem Sonnenlicht in den Boden verkriechen.
Die Eier werden in den Boden abgelegt. Die Entwicklungsdauer schwankt stark. Die Art überwintert als Larve, bis zur Entwicklung zur Imago benötigt sie ein bis drei Jahre.
Die Imagines sezernieren bei Störung aus Drüsen am Brustschild und an den Flügeldecken eine farblose, übelriechende, bittere aber ungiftige Flüssigkeit, die vermutlich Fressfeinde abschreckt. Im Rahmen der oben erwähnten Untersuchungen zur Bekämpfung der Schwalbenwurz wurden auch hierzu Untersuchungen angestellt. Die Analyse des Sekrets ergab die Hauptkomponenten Tryptophan, Phenylalanin, Leucin und Diacetylputrescin. Im Gegensatz zu den nordamerikanischen Arten Chrysochus auratus und Chrysochus cobaltinus, die ebenfalls, aber sehr viel sparsamer sezernieren, fand man jedoch keine Cardenolide. Die Cardinolide entstammen der Fraßpflanze. Entsprechende Pflanzen werden vom Blauen Schwalbenwurzkäfer gemieden und die Cardenolide wirken bei Verabreichung durch die Blockade der Natrium-Kalium-Pumpe toxisch, während sie bei den nordamerikanischen Arten in die Drüsen an Brustschild und Flügeldecken transportiert werden, und dann im Sekret als Gift zum Schutz gegen Fressfeinde eingesetzt werden. Bei der Untersuchung der DNS zur α-Untereinheit der Natrium-Kalium-Pumpe, an die die Cardenolide mutmaßlich andocken und damit die Pumpe blockieren, fand man heraus, dass sich bei sonstiger Übereinstimmung in Position 122 beim Blauen Schwalbenwurzkäfer der genetische Code für die Aminosäure Asparagin befindet, bei den beiden nordamerikanischen Arten dagegen ein Codon für Histidin. Diese Punktmutation erschließt den amerikanischen Arten die Pflanzen, die Cardenolide enthalten, als Nahrungsquelle und stellt ihnen ein Gift gegen Fressfeinde zur Verfügung, während solche Pflanzen für den Blauen Schwalbenwurzkäfer giftig sind.

## Verbreitung
Die Art ist von Spanien bis nach Syrien, Armenien und Sibirien, nach anderen Angaben bis in die Mongolei und Nordchina verbreitet. In Europa fehlt sie in Portugal und wird nach Norden seltener. Von den Britischen Inseln, Dänemark und Skandinavien, Estland liegen keine Meldungen vor. Auch in der Ukraine, Belarus und der Republik Moldau sowie dem europäischen Teil der Türkei kommt der Käfer nicht vor. Das Verbreitungsgebiet in den einzelnen Ländern ist stark zerstückelt.